# Boyneburg
Die Boyneburg, auch Bemelburch genannt, ist die Ruine einer Gipfelburg im Stadtgebiet von Sontra im Werra-Meißner-Kreis in Hessen (Deutschland).

## Geographische Lage

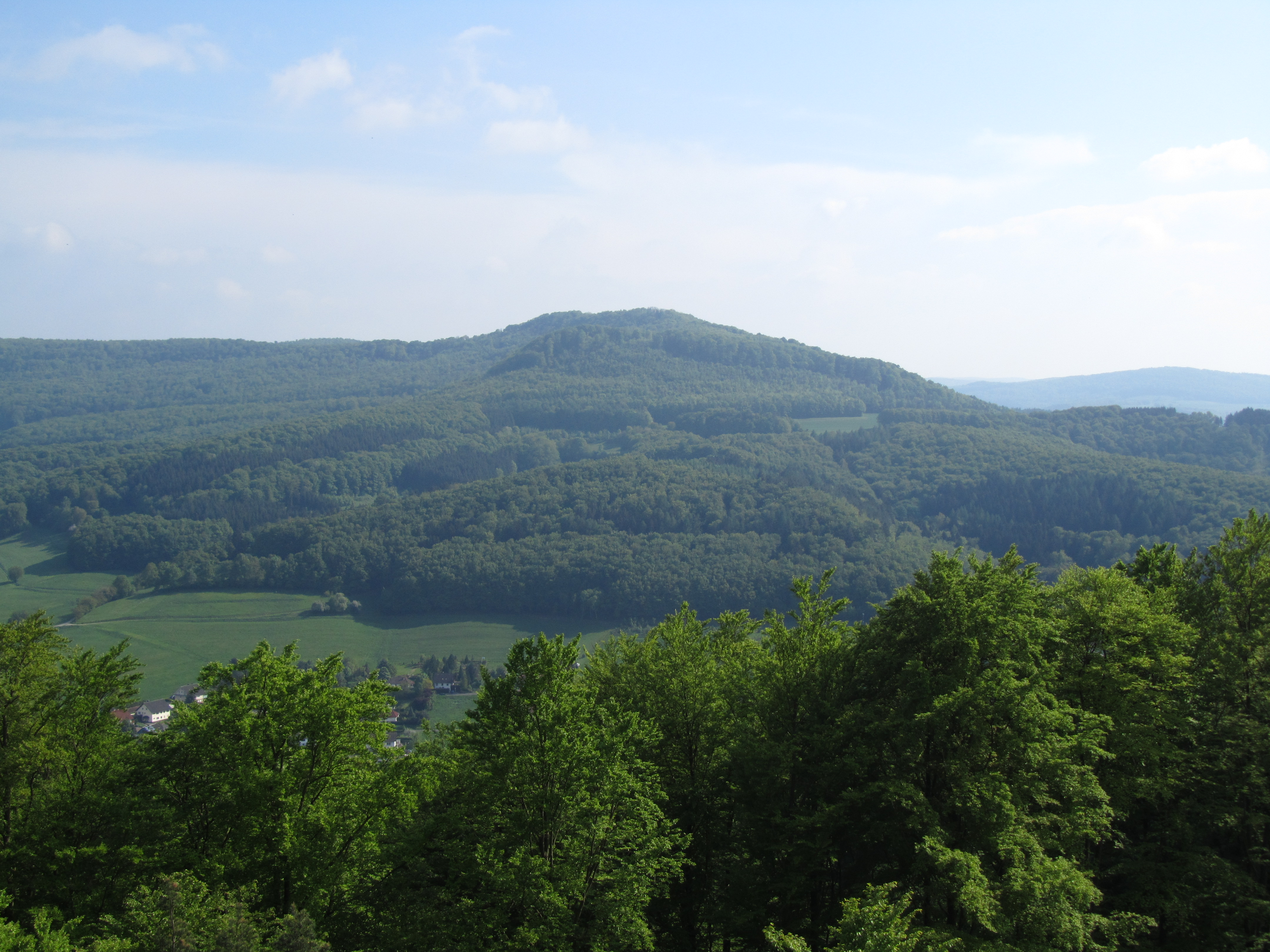
Der Berg Boyneburg von Norden

Die Ruine Boyneburg steht im Ringgau rund 2,5 km ostsüdöstlich von Wichmannshausen, einem nordnordöstlichen Stadtteil von Sontra. Sie befindet sich auf dem waldreichen Berg Boyneburg (513 m ü. NN), einem Kalksteinberg mit steil abfallenden Hängen, der sich zwischen den Fließgewässern Netra im Norden, Ulfe im Südwesten und Sontra im Westen erhebt. Die Burg umfasste rund 4,5 ha der teils unbewaldeten Bergkuppenfläche. Im Nordteil des Bergs stehen am Steilhang auf rund 490 m ü. NN die noch verbliebenen Burgreste im heutigen Naturschutz- und FFH-Gebiet Boyneburg und Schickeberg bei Breitau.
In den Tälern rund um den Berg befinden sich im Westen das Alte Boyneburger Schloss in Wichmannshausen, das Schloss Boyneburgk und das dazugehörige Gut Boyneburgk unterhalb des Westhanges und östlich des Bergs das Gut Harmuthshausen.

## Anlage
Die Kernburg ist durch einen Halsgraben von der Vorburg getrennt. Sie hat eine trapezförmige Grundform, deren breitere Seite gegen den südlich ansteigenden Hang gerichtet ist. Im Norden, über dem abfallenden Steilhang, befindet sich die schmale Seite der Burganlage. Die Vorburg war durch drei Gräben gesichert, die heute noch erkennbar sind.
Von den Gebäuden sind nur zwei etwa 25 Meter hohe Wände des pentagonalen Bergfrieds und einige Grundmauern erhalten. Das am Bergfried angebaute Torhaus wurde erst in den Jahren 1952 und 1953 an seiner ursprünglichen Stelle wieder erbaut. Das Mauerwerk zeigt Bruchstein und Bossenquader.
Die Ruine ist noch heute im Besitz der Familie von Boyneburg. Sowohl die Familie als auch die Burg tauchen im Laufe der Zeit unter den Namen Bumeneburc (1123), Boimeneburch (1137), Buonineburch (1156), Böbeneburc (1217), Boimiberg (1261), Bonneburg (1262), Bömeneburg (1292), Boyneborg (1392) in Urkunden auf. Auch heute existieren in der Region die Namen Bemelburg, Bomeneburg oder Boeneburg für die Ruine und den Berg.

## Geschichte
Gesichert ist, dass sich auf dem Berg Boyneburg schon in vor- und frühgeschichtlicher Zeit eine Fliehburg befand.
Der Berg kam im 11. Jahrhundert in den Besitz der Grafen von Northeim, die vermutlich die ersten Befestigungen aus Baumstämmen erbauen ließen. Es wird angenommen, dass sich daher der Name der Burg und des Berges abgeleitet hat. Die erste urkundliche Erwähnung fand die Burg 1107 als „Bemelburch“ in einer Urkunde von König Heinrich V., der die Burg wegen Raubzügen der Burgmänner zerstören ließ. Dennoch erhielt Graf Siegfried III. von Northeim, Sohn des Otto von Northeim, die Burg vom König erneut als Reichslehen und baute sie wieder auf. Nach seinem Tod 1108 übernahm Graf Siegfried IV. von Northeim die Burg; von 1123 an nannte er sich auch „Commes de Boumeneburc“. Er starb 1144, als letzter männlicher Nachkomme der Familie von Northeim, und die Burg fiel als erledigtes Lehen an den Kaiser zurück.
Zwischen 1150 und 1160 übernahm Abt Markward von Fulda die reparaturbedürftige Burg und ließ sie wieder instand setzen. Er wollte von der Burg aus die Besitzungen des Klosters in der Region schützen. Kaiser Friedrich I. (Barbarossa) war im Jahr 1156 das erste Mal auf der Burg, und sie wurde als kaiserliches Schloss bezeichnet. Barbarossa hielt im Jahre 1166 auf der Burg einen Hoftag und 1188 einen Reichstag ab und stiftete 1188 Einkünfte für die Priesterstelle auf der Burgkapelle. 1189 brach Kaiser Friedrich Barbarossa von der Boyneburg zum dritten Kreuzzug auf, bei dem er 1190 verstarb.
Da die Burg zwischen den wichtigen Reichsgütern im Harz und in der Wetterau lag, war sie reichspolitisch von Bedeutung. Sie war mit reichsministerialen Burgmannen besetzt, die sich mindestens ab 1138 nach der Burg nannten. Diese Familie teilte sich im 13. Jahrhundert in drei Zweige auf.
Nach Beendigung des Thüringisch-hessischen Erbfolgekrieges 1264 erhielt Landgraf Heinrich I. von Hessen acht befestigte Ortschaften an der Werra von Heinrich von Meißen; darunter war auch Eschwege. Am 12. Mai 1292 wurde Heinrich I. von König Adolf mit Eschwege und der Reichsburg Boyneburg als erblichem Reichsfürstentum belehnt und erlangte damit die Reichsfürstenwürde. Dies führte über zwei Jahrhunderte zu Auseinandersetzungen mit den ehemaligen Reichsministerialen auf der Burg, die die Lehensherrschaft der Landgrafen von Hessen nicht anerkannten. Ein Vergleich zwischen den Landgrafen und denen von Boyneburg kam erst 1449 zustande, und von 1460 an hielten die von Boyneburg die Burg als hessisches Erblehen. Zu dieser Zeit hatten sie die Burg allerdings bereits verlassen und Wohnsitze auf ihren Gütern unterhalb der Burg bezogen.
Nach 1571 wohnte noch ein Vogt auf der Burg, und noch 1595 war sie in gutem Zustand, begann dann jedoch zu verfallen. Im Dreißigjährigen Krieg wurde die Burg 1626 von Truppen unter dem Befehl von Tilly geplündert und 1637 von Kroaten teilweise niedergebrannt. Dennoch war sie bis 1672 mit einem Vogt besetzt, ehe sie dann endgültig verlassen wurde und als Steinbruch für die Bevölkerung der Umgebung diente.

## Heutige Nutzung

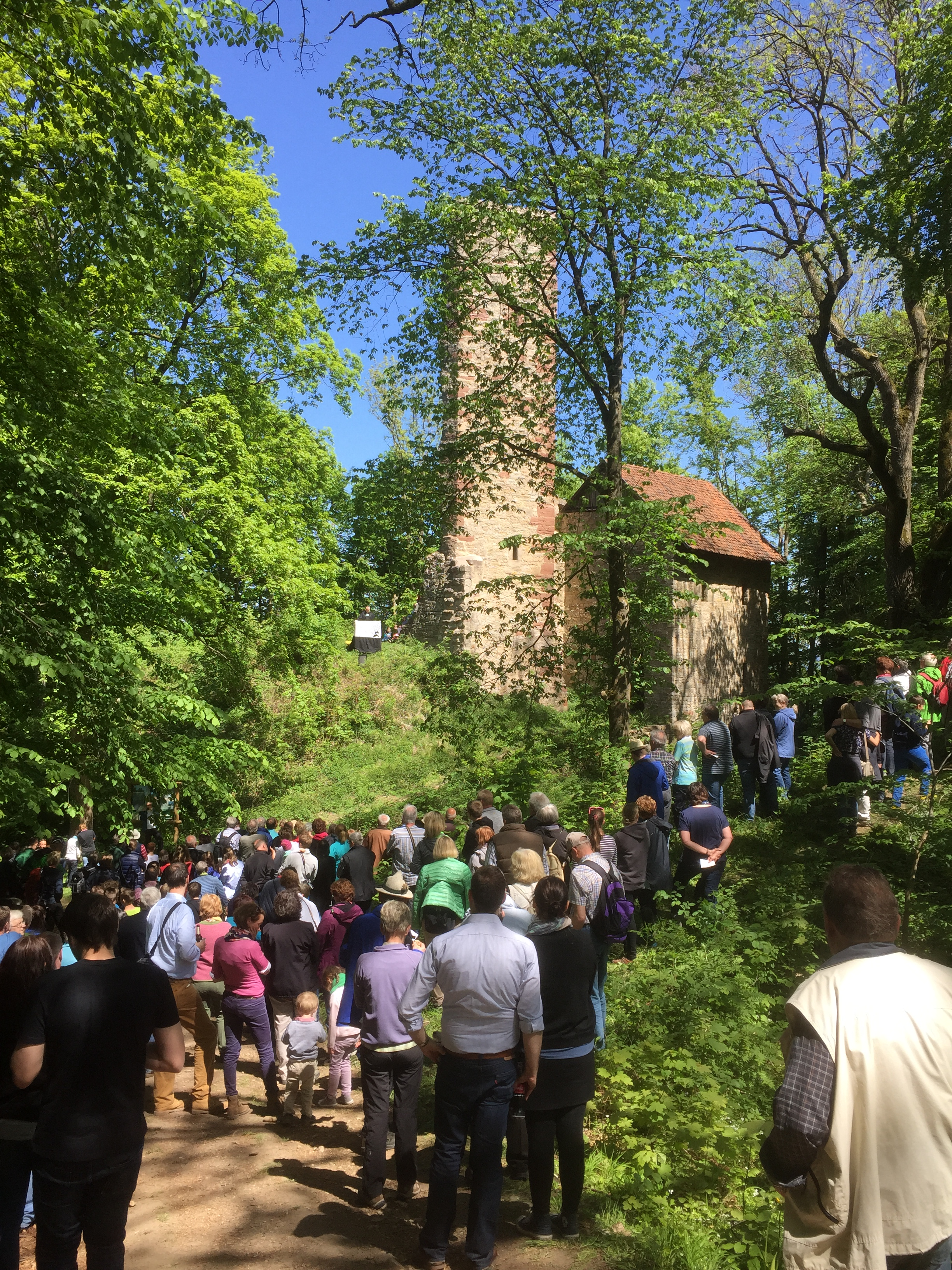
Gottesdienst an der Burg

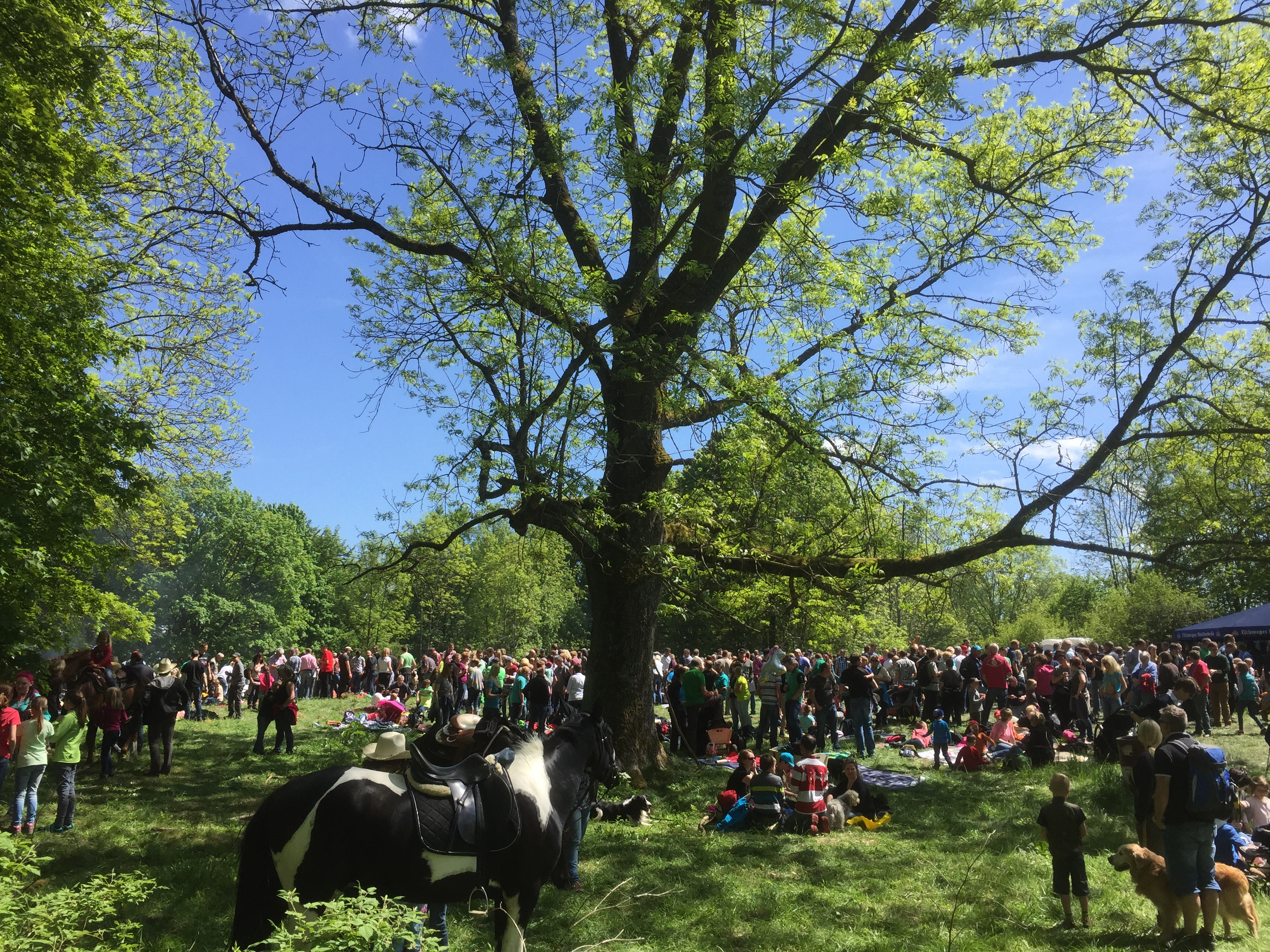
Burghof an Himmelfahrt

Das Burgareal steht unter Denkmalschutz, der Burgberg wird forstwirtschaftlich genutzt. Wegen der Bedeutung für die Reichs- und Landesgeschichte fanden bereits mehrfach archäologische Ausgrabungen statt. Die Boyneburg ist zudem ein touristischer Anziehungspunkt im Ringgau. An jedem Himmelfahrtstag wird auf der Burg die Brotspende, das Brotspendefest, gefeiert.
Das Fräulein von Boyneburg (in mehreren Fassungen) ist eine Sage die aus dem Werk der Brüder Grimm Die deutschen Sagen stammt:

„In grauer Vorzeit, vor langem Jahren – als diese Burg noch bewohnt wurde von dem Geschlecht derer von Boyneburg, lebten hier auch, in inniger Liebe verbunden, 3 Schwestern. Von diesen Schwestern hatte der jüngsten, die während eines Gewitters geboren war, einstens geträumt, sie würde durch ein Gewitter ihr Leben verlieren.
Als sie nun ihr 18tes Jahr erreicht, zog ein starkes Gewitter über die Boyneburg heran und blieb drei Tage und Nächte über derselben stehen. Da erinnerte sich das jüngste Fräulein ihres Traumes und teilte ihn ihren Schwestern mit, die beschlossen, sich für ihren Liebling zu opfern; Die zwei ältesten eilten zum Burgtor, erflehten Gnade des Himmels Schutz und waren bereit zu sterben. Doch das Gewitter wich nicht., da erkannt das jüngste Fräulein ihr Schicksal, mutig und Gott vertrauend zog sie hinaus vor die Burg, in einem heißen Gebet empfahl sie dem Höchsten ihre Seele, – da zuckte ein Blitzstrahl und sie war verschwunden – , auch das Gewitter war gewichen, es war versöhnt.
Ihr zum Gedächtnis wird diese Spende verteilt.“

Die Stiftung der Spende durch das zum Tode geweihte Fräulein von Boyneburg, das in seinem Testament – nach einem Teil der überlieferten Sagenfassungen – bestimmt haben soll, „dass an ihrem Todestage die ganze Gemeinde gespeist und beschenkt werden sollte.“
Diesen Gottesdienst darf nur ein Pfarrer aus dem Ortsteil Datterode halten. Hierbei gibt es auch heute noch Brot und Speck. Ein Teil der Brote wird vom heutigen Burgherren, dem Baron von Boyneburgk, in die Volksmenge geworfen. Der andere Teil wird an die umliegenden Gemeinden sowie an Schulkinder und Senioren, die im Umkreis der Boyneburg wohnen, verteilt.